# Avião elétrico

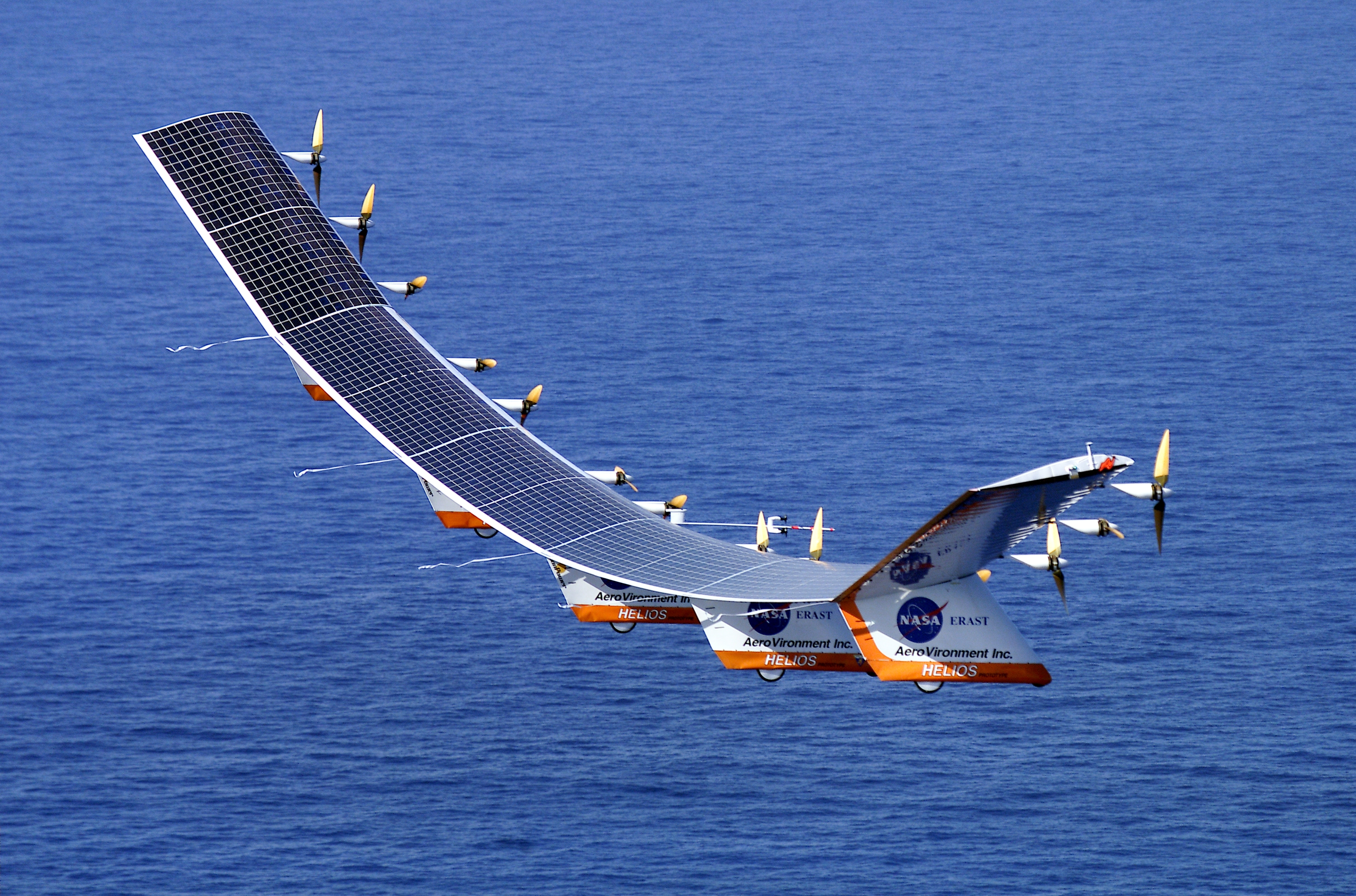
Avião solar Helios da NASA.

Um avião elétrico é uma aeronave que voa movida a um motores elétricos, ao invés de um motores de combustão interna, usando energia elétrica provida por energia solar, célula de combustível, transferência de energia sem fio ou baterias para acionar as hélices, e efetuar o voo.
Atualmente, a maioria dos aviões elétricos estão em fase experimental, sendo a primeira aeronave elétrica datada de 1957, em 2015 o Solar Impulse fez a volta ao mundo em 5 meses. De acordo com o CEO da Tesla Motors/SpaceX quando as baterias forem capazes de produzirem 400 watt-hora por quilo, com a relação peso-potência entre 0,7 e 0,8, então será comercialmente viável, aviões transcontinentais elétricos.

## História

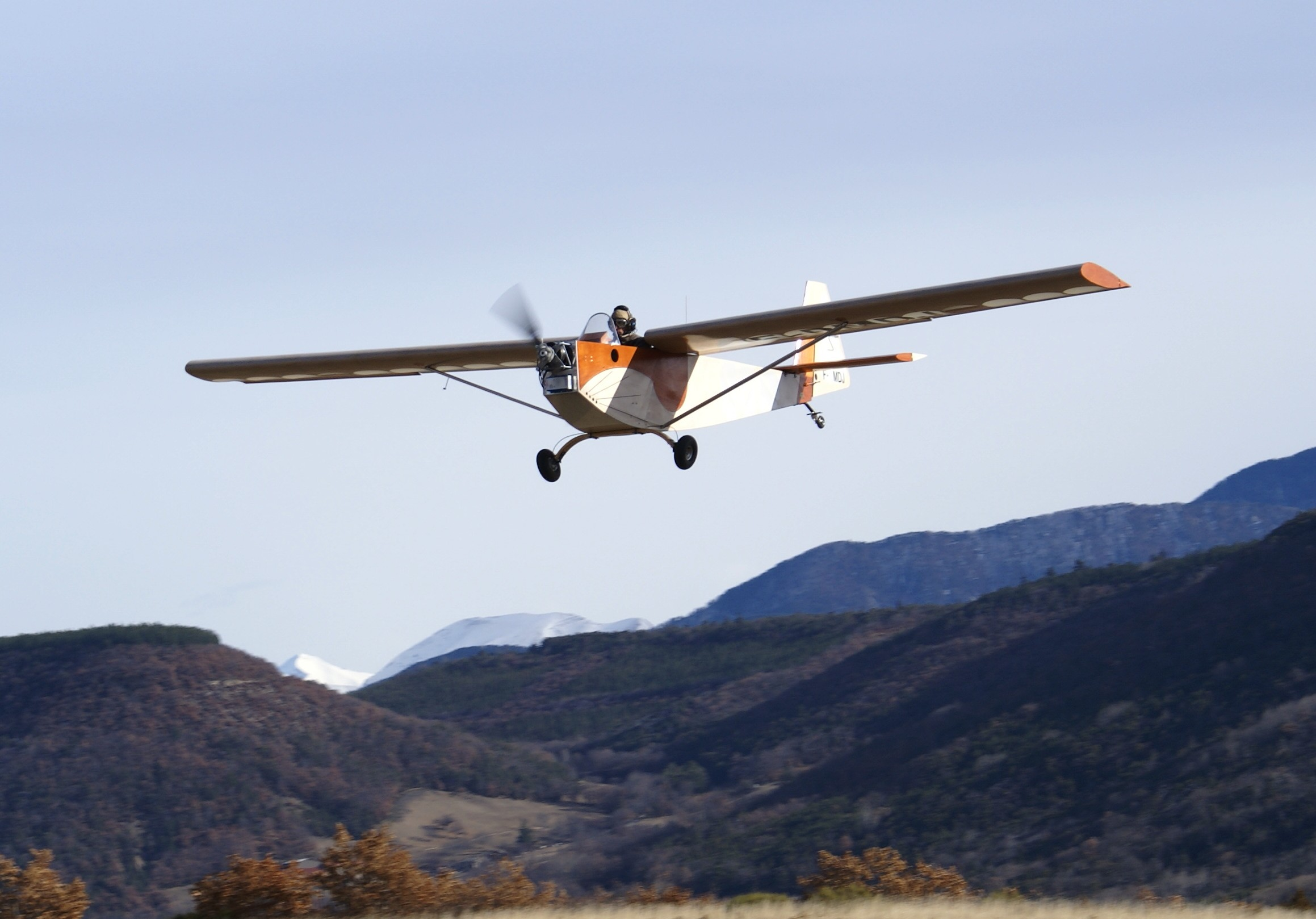
O Electravia BL1E Electra, primeiro avião elétrico registrado.

Em 1885, Gaston Tissandier foi a primeira pessoa a usar um motor elétrico em um dirigível, no ano seguinte Charles Renard e Arthur Krebs também colocaram motores elétricos no dirigível La France.
Motores elétricos em aeronaves de asa fixa datam de 1957, apesar de existir indícios de que teria existido uma aeronave em 1909. Em 1973, Fred Militky e Heino Brditschka convertem o motoplanador Brditschka HB-3 para um motor elétrico. Em 2007 a CAFE Foundation faz o primeiro Simpósio de Aeronaves Elétricas em San francisco e a primeira aeronave elétrica registrada faz o seu primeiro voo em 23 de dezembro de 2007. Em 2009 uma equipe da Universidade Politécnica de Turim faz a conversão de um Pioneer Alpi 300, a aeronave voou a 250km/h por 14,5 minutos. Em 2011 são feitas várias demonstrações no EAA AirVenture Oshkosh patrocinadas pela GE Aviation.